# Neshlāndeh
Neshlāndeh (persiska: نشلانده) är en ort i Iran.   Den ligger i provinsen Östazarbaijan, i den nordvästra delen av landet, 400 km nordväst om huvudstaden Teheran. Neshlāndeh ligger 1 883 meter över havet och antalet invånare är 163.
Terrängen runt Neshlāndeh är kuperad åt sydost, men åt nordväst är den bergig. Runt Neshlāndeh är det ganska glesbefolkat, med 40 invånare per kvadratkilometer. Närmaste större samhälle är Tark, 9,5 km sydost om Neshlāndeh. Trakten runt Neshlāndeh består i huvudsak av gräsmarker.